# Гупалівщина (заповідне урочище)
Гупалівщина — заповідне урочище місцевого значення. Об'єкт розташований на території Звенигородського району Черкаської області, Будищенська сільська рада.
Площа — 15 га, статус отриманий у 2012 році.

## Галерея

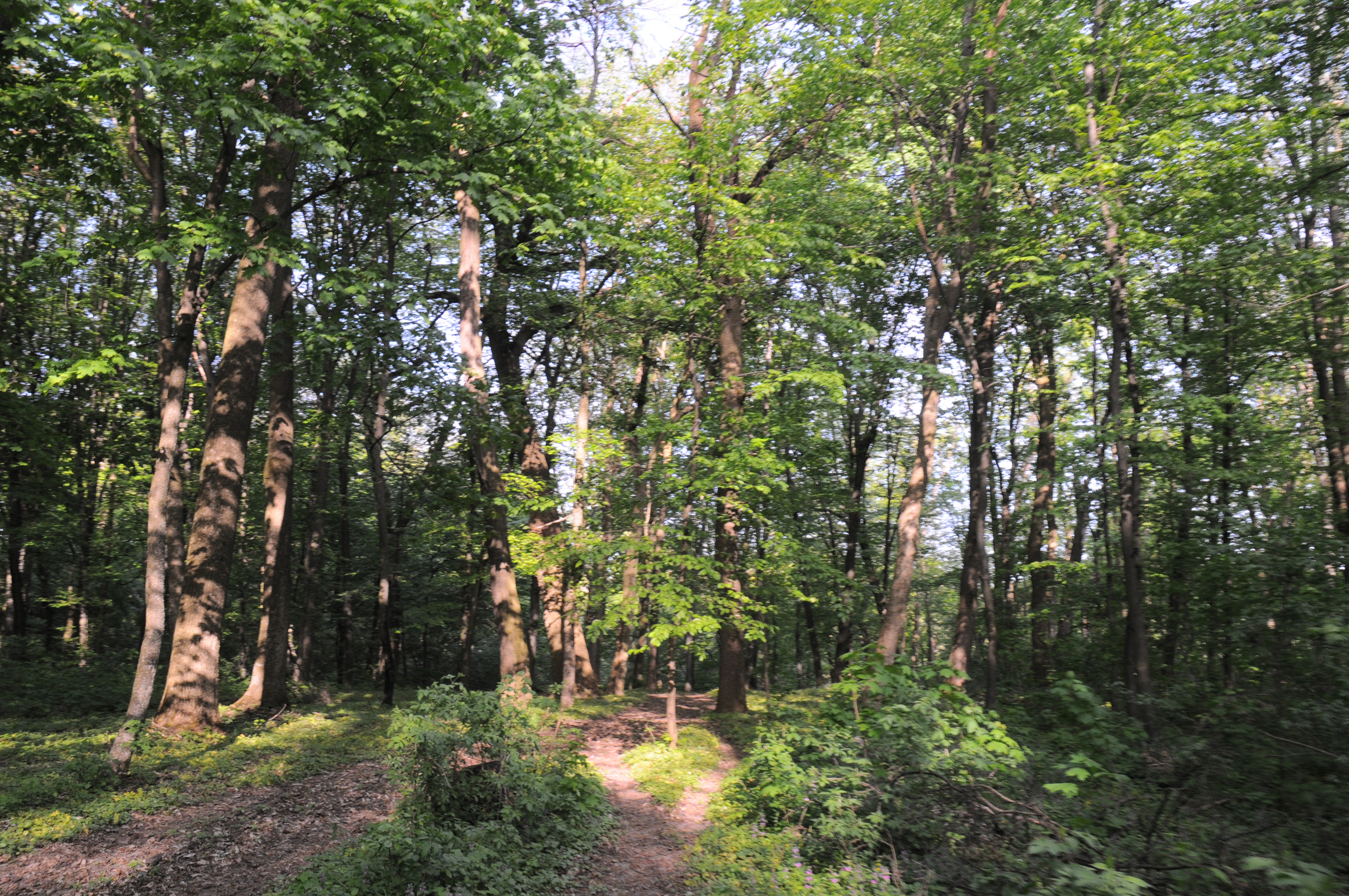